# 斯摩棱斯克北機場
斯摩棱斯克北機場（英语名Smolensk North Airport (Smolensk Military Aerodrome)，(俄语：военный аэродром "Смоленск- Северный"），位于俄罗斯斯摩棱斯克州斯摩棱斯克以北4公里处，跑道总长度达2500米，是俄罗斯境内的一个退役空军基地，现在分为民用和军用两种用途，是斯摩棱斯克州唯一机场。

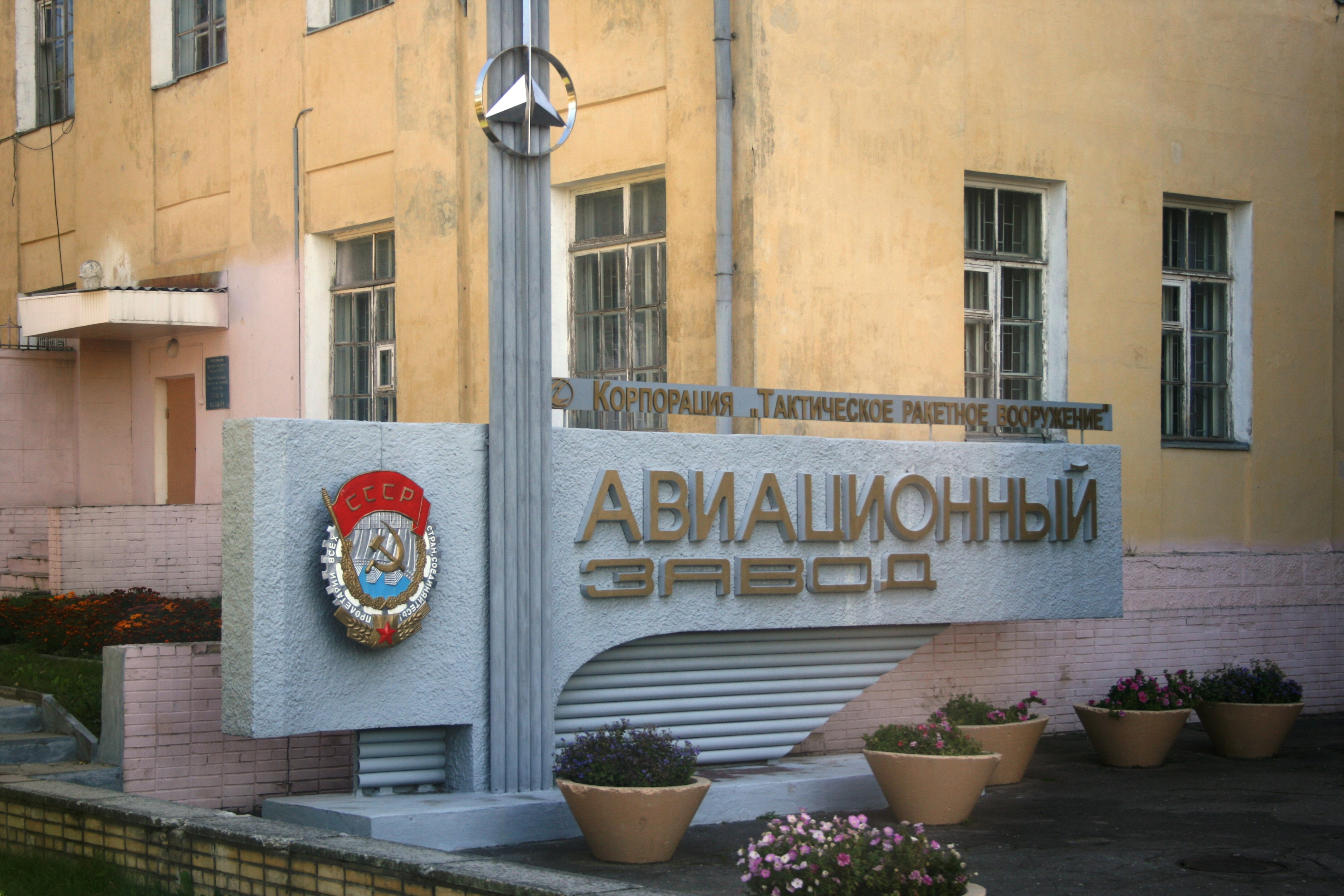
Wejście do Smoleńskiej Fabryki Samolotów obok lotniska. Widoczne godło ZSRR mimo 2010 roku

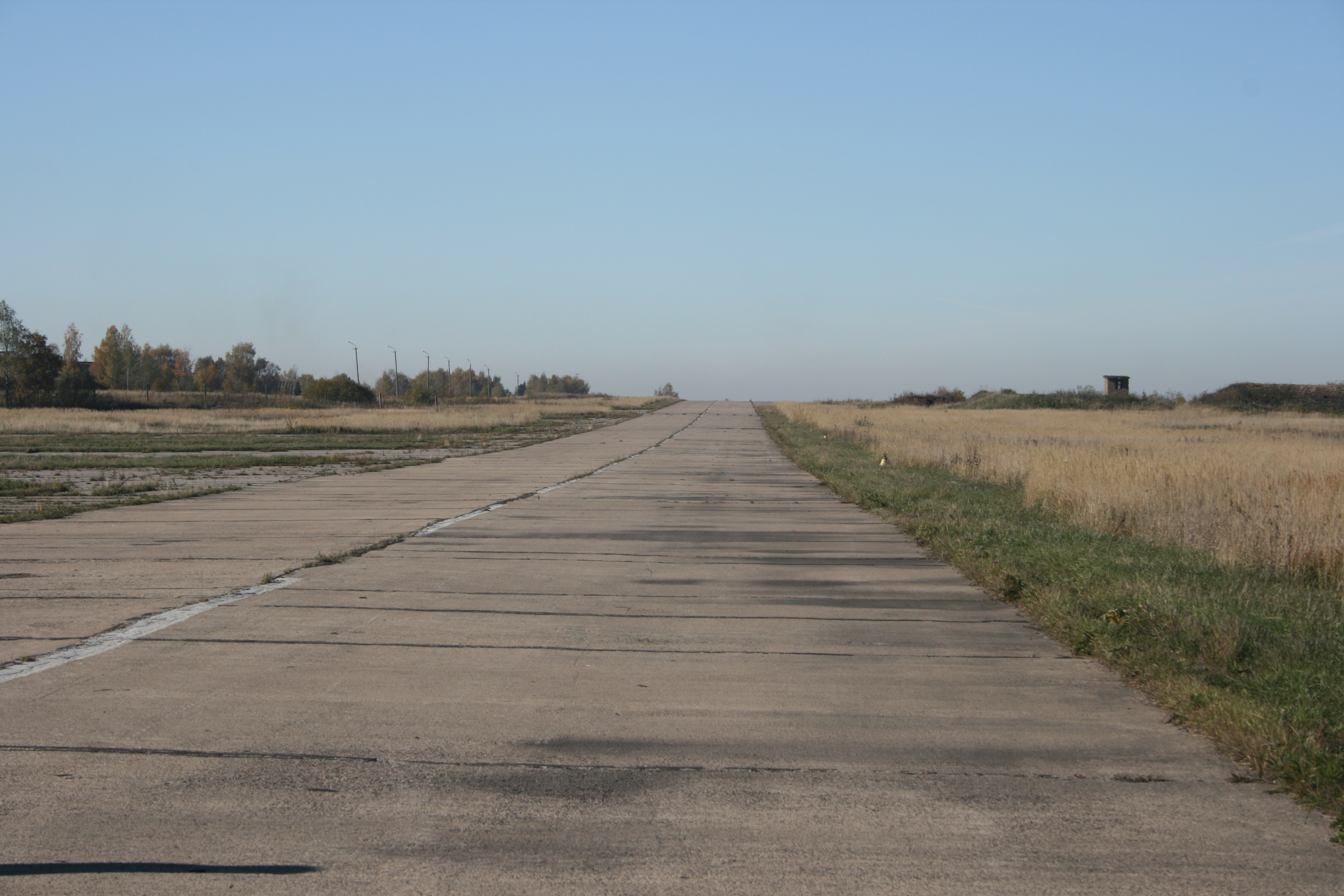
Pas startowy lotniska, 2010

## 发展简史
- 斯摩棱斯克北機場，别名斯摩棱斯克北方机场、斯摩棱斯克空军基地，最初源于斯摩棱斯克州东南侧的一个叫雅科夫列夫的工厂，工厂内部设有一个8垫远程护岸区域。1920年，斯摩棱斯克北機場正式落成，落成后的机场跑道2500米长约2500米，宽约49米，能够在承受超过75吨的重量型飞机。[3]
- 在1990年之前，斯摩棱斯克北機場是并不对任何平民百姓开放，且布署401 IAP型号飞机、米格23型号飞机、苏27型号飞机以及1871年生产的IAP型号飞机所组成的第401拦截航空团，但在1991年左右此项航空团解散了。[3]
- 从1946年到2009年期间，基地组建了一支以Ilyushin Il-76（伊尔- 76）型号飞机[4] 为基础的空运部队，第103近卫军事航空运输团（the 103 Gv VTAP）[5][6]，这款Ilyushin Il-76（伊尔- 76）型号飞机能够在空中持续飞行时间长达28个小时，可见这支空军部队的能力的强势之处。[3]
- 2009年秋，第103近卫军事航空运输团被解散，此后一段时间除了少量的空军基地仍旧保持战时原有的状态，其他基本上不再活跃。有些基地部分功能被改造充当民用机场，这其中最具典型的就属2009年10月改造的斯摩棱斯克北機場。[3][4]

## 意外事故
2010年4月10日，一架载有波兰总统莱赫·卡钦斯基(Lech Kaczynski)和他的妻子、政府和立法机构众多高官所组建的波兰政府官方代表团乘坐图-154型专机，在俄罗斯斯摩棱斯克机场附近坠失事毁，机上包括机组人员在内共97名乘客无一幸免。事故发生后机场工作人员表示是由于驾驶失误导致了这起悲剧的发生。

## 拓展阅读
- History of the 103rd Guards Military Transport Aviation Regiment, accessed 7 June 2010 （页面存档备份，存于）